# Leptobrachella baluensis
Leptobrachella baluensis là một loài lưỡng cư thuộc họ Megophryidae.
Nó được tìm thấy ở Indonesia, Malaysia, và có thể cả Brunei.
Các môi trường sống tự nhiên của chúng là các khu rừng ẩm ướt đất thấp nhiệt đới hoặc cận nhiệt đới, các khu rừng vùng núi ẩm nhiệt đới hoặc cận nhiệt đới, và sông. Loài này đang bị đe dọa do mất môi trường sống.